# SMS Kronprinz Erzherzog Rudolf
 (avril 2020).
Si vous disposez d'ouvrages ou d'articles de référence ou si vous connaissez des sites web de qualité traitant du thème abordé ici, merci de compléter l'article en donnant les références utiles à sa vérifiabilité et en les liant à la section « Notes et références ».
Le SMS Kronprinz Erzherzog Rudolf était un cuirassé à coque en fer de classe Kronprinz construit par l'Autriche-Hongrie à partir de 1884.
Dernier-né de cette classe de cuirassés, le Kronprinz Erzherzog Rudolf fut mis en chantier en janvier 1884, inauguré en juillet 1887, puis achevé en septembre 1889. Son armement principal consistait en trois canons de 30,5 centimètres , et sa ceinture blindée était enveloppée d'une plaque d'acier composite, affichant une épaisseur équivalente. Son histoire opérationnelle, plutôt discrète, fut largement affectée par son obsolescence rapide. Bien qu'il ait effectué des périples diplomatiques à l'étranger pour représenter l'Autriche-Hongrie, il fut réaffecté dès 1906 au rôle de navire de défense côtière. Durant la Première Guerre mondiale, il se retrouva en poste dans la baie de Cattaro, participant en 1918 à la mutinerie de Cattaro, menée par son équipage. Après le conflit, le Kronprinz Erzherzog Rudolf fut transféré à la Marine du royaume des Serbes, Croates et Slovènes. Rebaptisé Kumbor, il fut reclassé en tant que navire de défense côtière, mais sa présence dans cette flotte fut éphémère, sa vente comme ferraille étant actée dès 1922.

## Conception

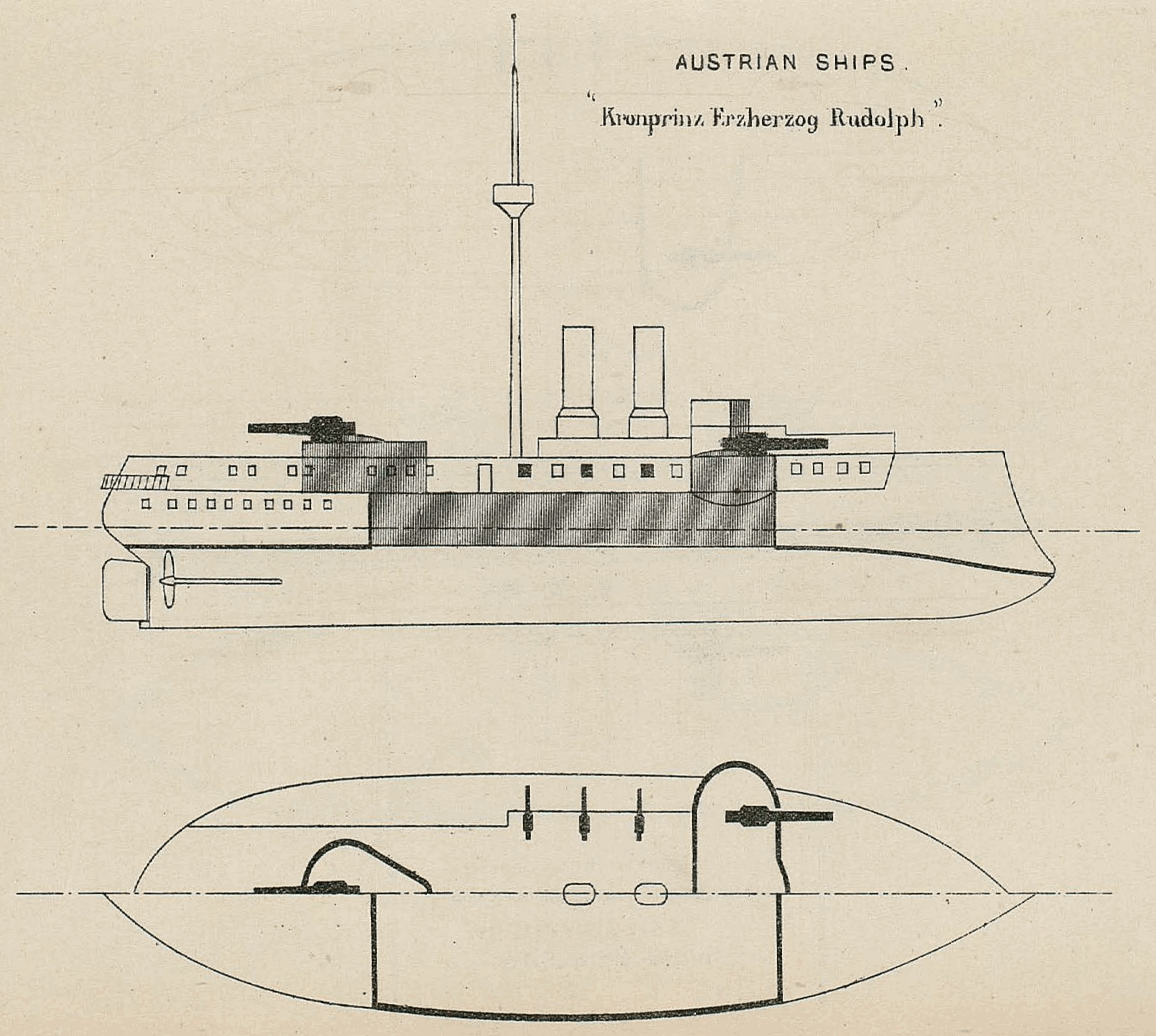
Dessin au trait du Kronprinz Erzherzog Rudolf

Dans les décennies qui ont suivi la victoire autrichienne à la bataille de Lissa en 1866, les dépenses navales dans l'Empire austro-hongrois ont été considérablement réduites, en grande partie en raison du pouvoir de veto détenu par la moitié hongroise de l'empire. Entouré de puissances potentiellement hostiles sur terre, l'Empire austro-hongrois était davantage préoccupé par ces menaces, ce qui a relégué au second plan le développement naval. L'amiral Friedrich von Pöck plaida pendant plusieurs années en faveur de l'amélioration de la flotte austro-hongroise, obtenant finalement l'autorisation de construire le navire à batteries centrales Tegetthoff en 1875. Il passa encore six années à tenter en vain d'obtenir un navire-jumeau pour le Tegetthoff.
Enfin, en 1881, Pöck réussit à obtenir des financements pour un nouveau cuirassé, autorisé en tant qu'« Ersatz Salamander », un remplacement de la précédente frégate cuirassée. Le nouveau navire, qui devait être nommé Kronprinz Erzherzog Rudolf, coûta 5,44 millions de florins. Selon "Conway's All the World's Fighting Ships", la conception du nouveau navire fut réalisée par Josef Kuchinka, le directeur de la construction navale de la Marine austro-hongroise, mais l'historien naval R. F. Scheltema de Heere attribue ce travail à l'ingénieur naval Moriz Soyka. Un deuxième navire, le Kronprinzessin Erzherzogin Stephanie, fut autorisé en même temps. Les conceptions de ces deux navires furent fortement influencées par des navires étrangers tels que les cuirassés français Duguesclin et Amiral Duperré, qui présentaient une disposition similaire des canons de la batterie principale, utilisée par Kuchinka pour ses nouveaux navires.
Chroniquement sous-finie, la marine dut accepter des compromis significatifs en termes de taille et donc de capacités pour le Kronprinz Erzherzog Rudolf et le Kronprinzessin Erzherzogin Stephanie, en particulier par rapport au cuirassé Amiral Duperré, bien plus grand et plus lourdement armé, qui a inspiré leur conception. Scheltema de Heere a critiqué sévèrement la décision de construire deux navires de taille et de puissance nettement différentes en même temps, déclarant : "Soit vous avez besoin de trois canons, soit vous pouvez vous contenter de deux, mais une unité plus grande que l'autre est absurde."Près d'une décennie s'écoulerait encore avant que la Marine austro-hongroise n'obtienne des financements pour de nouveaux navires de ligne, les trois navires de défense côtière de classe Monarch entamés en 1893.

### Caractéristiques générales et mécanique

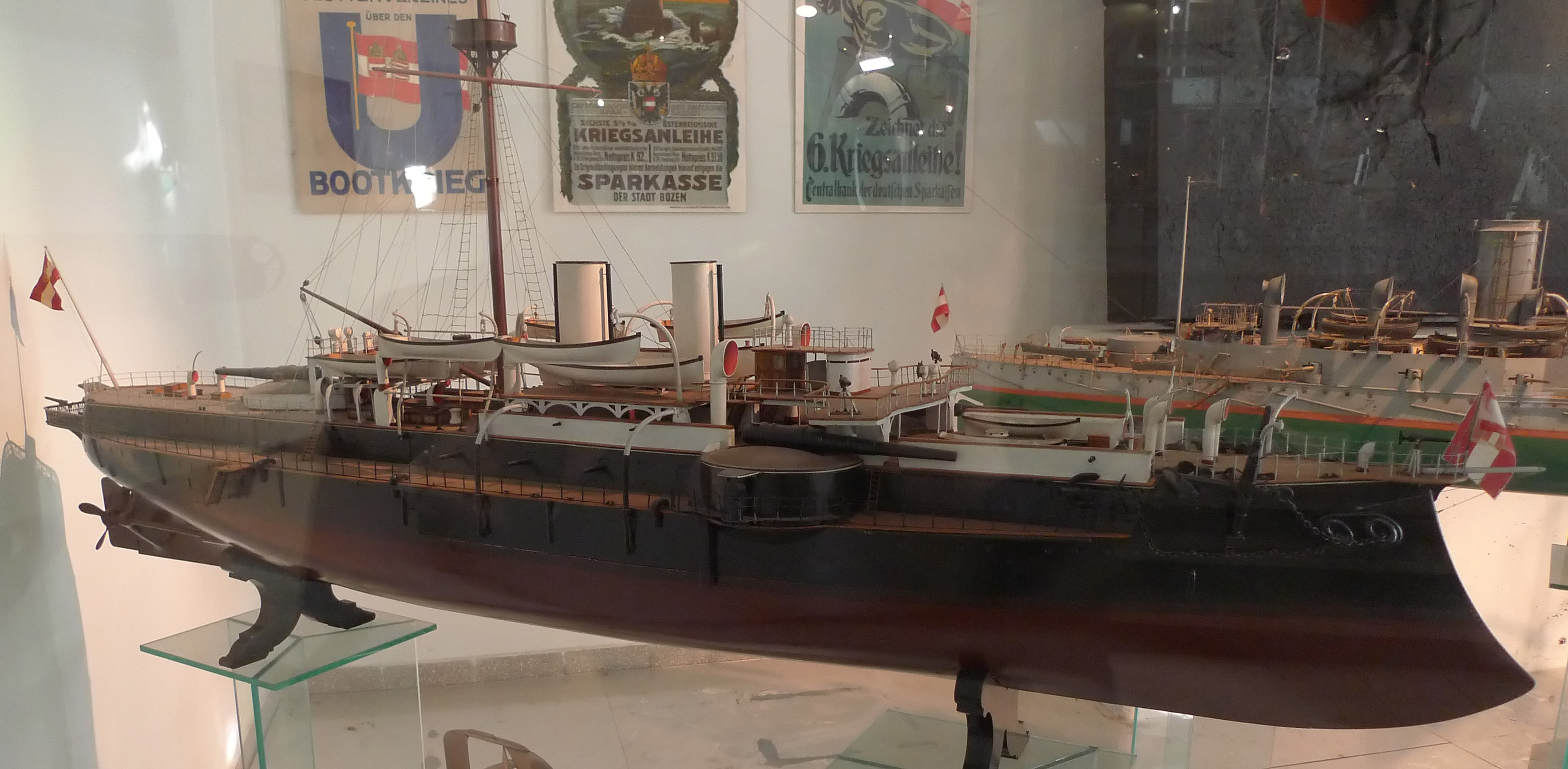
Modèle du Kronprinz Erzherzog Rudolf

Le Kronprinz Erzherzog Rudolf mesurait 90,26 mètres de long entre les perpendiculaires et 97,6 mètres de longueur totale. Sa largeur était de 19,27 mètres et son tirant d'eau de 7,39 mètres. Son déplacement était de 6 829 tonnes en charge normale et de 7 315,10 tonnes à pleine charge. Sa coque était construite avec des cadres en acier transversaux et longitudinaux, sur lesquels étaient rivetées les plaques de coque extérieures en acier. La coque était également divisée en compartiments étanches et possédait un double-fond. Le navire était doté d'une proue dotée d'une étrave de bélier prononcée, caractéristique commune des navires de ligne de l'époque. Le pont était de niveau et équipé d'une grande tour de commandement à l'avant surmontée d'un pont de navigation, ainsi que d'une plus petite tour de commandement secondaire plus à l'arrière.
Le Kronprinz Erzherzog Rudolf était équipé d'un unique mât vertical avec une grande plateforme de combat placée au milieu du navire. La hauteur métacentrique transversale était de 2,24 mètres à pleine charge. La direction était assurée par un gouvernail unique. Le navire était équipé de pompes électriques d'une capacité de 2 000 tonnes d'eau par heure. Son équipage variait de 447 à 450 officiers et hommes de troupe tout au long de sa carrière.
Le système de propulsion du Kronprinz Erzherzog Rudolf a été fabriqué par Stabilimento Tecnico Triestino. Le navire était propulsé par deux moteurs à vapeur à triple expansion à deux cylindres, entraînant deux hélices à quatre pales d'un diamètre de 5,49 mètres. La vapeur pour les moteurs était fournie par dix chaudières à tubes de fumée alimentées au charbon, chacune ayant trois foyers. Les chaudières étaient reliées à deux cheminées. Son système de propulsion était conçu pour fournir une puissance de 6 000 chevaux (4 500 kW), atteignant une vitesse maximale de 15,5 nœuds (28,7 km/h ; 17,8 mph). Avec un tirage forcé, la puissance pouvait être portée à 7 500 chevaux (5 600 kW), bien que l'augmentation de vitesse soit modeste, atteignant 16 nœuds (30 km/h ). Le navire était également équipé de quatre générateurs électriques pour l'éclairage interne et les projecteurs.

#### Armement et blindage
Le Kronprinz Erzherzog Rudolf était armé d'une batterie principale de trois canons de 30,5 centimètres (12 pouces) de calibre 35 montés individuellement dans des barbettes ouvertes. Deux d'entre eux étaient placés à l'avant dans des sponsons au-dessus du pont de batterie pour maximiser le tir frontal, tandis que le troisième était placé à l'arrière. Les canons étaient fabriqués par Krupp, tandis que les affûts qui les supportaient étaient construits par Armstrong Mitchell & Co. Chaque canon avant avait une amplitude de 180 degrés, tandis que le canon arrière pouvait pivoter sur 270 degrés, tous actionnés hydrauliquement. Les canons tiraient un obus de 450 kilogrammes (990 livres) avec une charge de poudre brune de 140 kg, produisant une vitesse initiale de 530 mètres par seconde (1 700 pieds/s). Bien que les barbettes ouvertes offraient un large champ de tir pour les canons à tir lent, elles ont rapidement été rendues obsolètes par l'application réussie de la technologie de tir rapide (QF) aux pièces d'artillerie de gros calibre. Les canons étaient alimentés en obus à raison de quarante par pièce.
La batterie principale était soutenue par une batterie secondaire de six canons de 12 cm de calibre 35, également construits par Krupp. Ces canons tiraient un obus de 26 kg  avec une charge de propellant de 15 kg , et le navire en transportait un total de 256. Elle était aussi équipée de sept canons QF de 47 mm  pour la défense à courte portée contre les vedettes lance-torpilles, cinq étaient des canons de calibre 44 et les deux autres étaient des pièces plus courtes de calibre 33, tous construits par Hotchkiss. Le navire transportait un total de 1770 obus pour les canons. L'armement du navire était complété par une paire de canons QF de 37 mm de calibre 44 et une paire de canons d'atterrissage de 7 cm de calibre 15 pour être utilisés par les équipes de débarquement. Les canons de 37 mm étaient alimentés en obus à raison de 780 par pièce. Conformément aux pratiques habituelles pour les navires de ligne de l'époque, le Kronprinz Erzherzog Rudolf était équipé de quatre tubes lance-torpilles de 40 cm ; l'un était monté à l'avant, un autre à l'arrière et un sur chaque flanc. Le navire transportait quatorze torpilles.
Le Kronprinz Erzherzog Rudolf était protégé par un blindage composé fabriqué par les ateliers Dillinger Hütte en Allemagne. La ceinture blindée du navire avait une épaisseur de 305 mm au milieu, où elle protégeait les magasins de munitions et les espaces de la machinerie, et était réduite à 62 mm ailleurs. Des cloisons transversales couronnaient les extrémités de la partie la plus épaisse de la ceinture, avec une cloison avant de 242 mm et une cloison arrière de 203 mm. Un pont blindé de 95 mm protégeait les parties vitales du navire contre les obus passant par-dessus l'armure latérale. Les barbettes pour la batterie principale avaient une épaisseur de 254 mm.

## Histoire du service du SMSKronprinz Erzherzog Rudolf

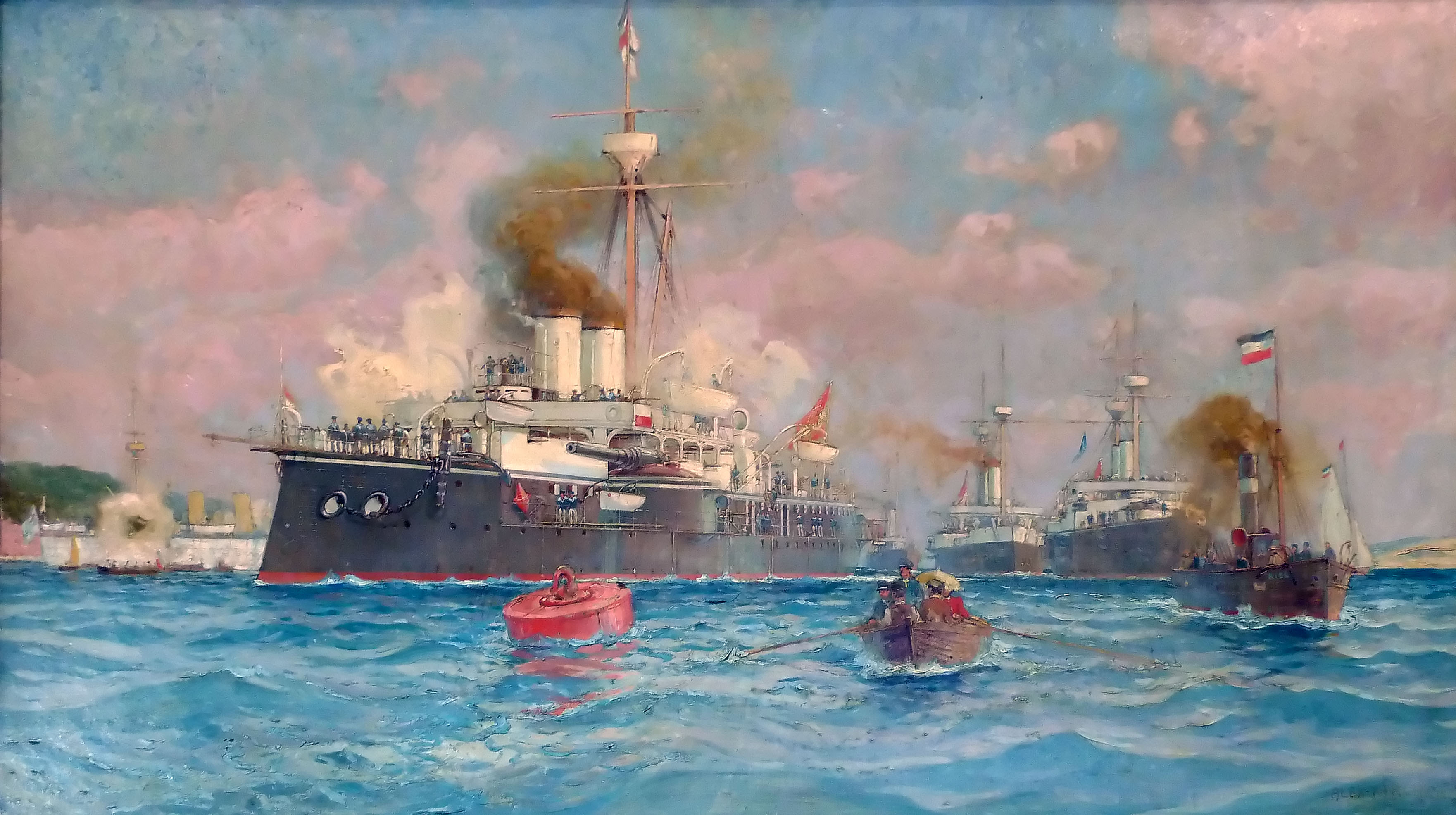
Peinture d'un escadron austro-hongrois, dirigé par Kronprinz Erzherzog Rudolf, à Kiel, Allemagne

Le SMS Kronprinz Erzherzog Rudolf a été posé le 25 janvier 1884 aux chantiers navals de la Marine à Pola. Il a été lancé le 6 juillet 1887, puis a commencé à être équipé, ce qui a été achevé en septembre 1889. Le navire a été mis en service pour commencer les essais en mer le 20 septembre.
Embarrassant pour les Habsbourg, le nom du navire était lié au suicide du prince héritier plus tôt cette année-là dans l'incident de Mayerling. En 1890, l'empereur allemand, le Kaiser Wilhelm II, a invité la flotte austro-hongroise à participer aux exercices annuels d'entraînement de la flotte en août. Le Kronprinz Erzherzog Rudolf, le cuirassé Kronprinzessin Erzherzogin Stephanie et le croiseur protégé Kaiser Franz Joseph I ont été envoyés en Allemagne sous le commandement du contre-amiral Johann von Hinke. En chemin, l'escadron a fait escale à Gibraltar et en Grande-Bretagne ; pendant cet arrêt, les navires ont participé à la régate de Cowes, où ils ont été passés en revue par la reine Victoria. Les navires se sont également arrêtés à Copenhague, au Danemark, et à Karlskrona, en Suède. Durant le voyage de retour en Autriche-Hongrie, l'escadron a visité Cherbourg, en France, et Palerme, en Italie. Le Kronprinz Erzherzog Rudolf a connu des difficultés répétées avec ses moteurs lors du voyage, mais il a néanmoins été considéré comme un grand succès dans la Marine austro-hongroise.
En 1892, des célébrations pour honorer le 400e anniversaire du premier voyage transatlantique de Christophe Colomb ont eu lieu dans plusieurs pays ; le Kronprinz Erzherzog Rudolf, le Kronprinzessin Erzherzogin Stephanie et le Kaiser Franz Joseph I ont représenté l'Autriche-Hongrie lors des cérémonies à Gênes, en Italie, lieu de naissance de Colomb. Pendant son séjour là-bas, le navire a été inspecté par le roi Umberto I d'Italie et son fils Victor Emmanuel III. Déjà en 1898, le navire était considéré par la Marine austro-hongroise comme un navire de seconde classe, après moins de 10 ans de service. Le rythme rapide du développement naval à la fin du XIXe siècle l'avait rapidement rendu obsolète. En 1906, le Kronprinz Erzherzog Rudolf a été reclassé comme navire de défense côtière. En 1908, la Marine austro-hongroise a tenté de vendre le navire, le Kronprinzessin Erzherzogin Stephanie et le Tegetthoff à l'Uruguay pour lever des fonds pour de nouveaux projets, mais l'accord a échoué.

### Première Guerre mondiale

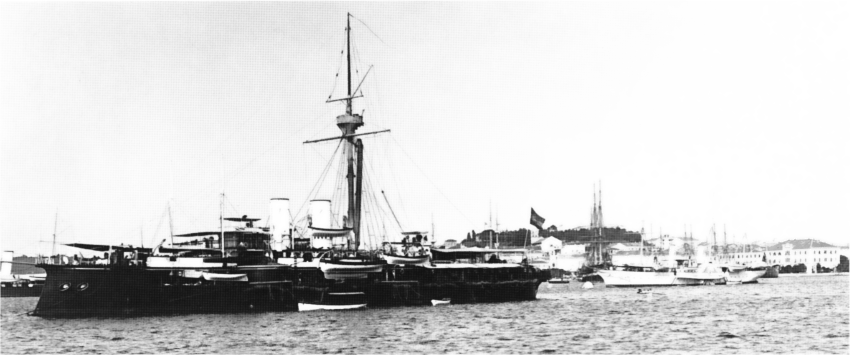
Kronprinz Erzherzog Rudolf c. 1915 en tant que navire de station dans la baie de Cattaro

Après que l'Autriche-Hongrie eut déclaré la guerre à la Serbie en juillet 1914, marquant le début de la Première Guerre mondiale, le navire fut stationné dans la baie de Cattaro sous le commandement du Commandant Richard Florio, le chef du Commandement des Mines II. La force comprenait également un vieux destroyer, quatre torpilleurs, un poseur de mines et deux dragueurs de mines, parmi d'autres petits navires. Elle y resta pendant toute la durée du conflit. Le 29 novembre, le sous-marin français Cugnot se faufila entre les champs de mines protecteurs à l'extérieur de la baie de Cattaro et pénétra dans la baie, mais fut repéré par le torpilleur de classe Kaiman 57 T, qui donna l'alerte. Le destroyer de classe Huszár, Ulan, et le canonnière torpilleur de classe Blitz, Blitz, ainsi que le torpilleur de classe Schichau 36, poursuivirent le Cugnot, qui avait l'intention d'attaquer le Kronprinz Erzherzog Rudolf. Le Cugnot heurta un obstacle sous-marin et annula l'attaque, et le 57 T tira un torpille sur lui, mais la torpille manqua sa cible car la profondeur était réglée trop basse. Le Cugnot s'échappa ensuite de la baie et sortit à travers le passage du champ de mines.
Au début de 1918, les longues périodes d'inactivité avaient commencé à peser sur les équipages de plusieurs navires de guerre à Cattaro, dont le Kronprinz Erzherzog Rudolf. Le 1er février, la mutinerie de Cattaro éclata à bord du croiseur cuirassé Sankt Georg pour se propager rapidement à d'autres navires. Les officiers furent confinés dans leurs quartiers pendant qu'un comité de marins se réunissait pour formuler une liste de revendications, allant de périodes de congé plus longues et de meilleures rations à la fin de la guerre, sur la base des Quatorze Points du président américain Woodrow Wilson. Le lendemain, les batteries côtières fidèles au gouvernement ouvrirent le feu sur le Kronprinz Erzherzog Rudolf alors qu'il se dirigeait vers la baie de Teodo, la partie la plus éloignée de la baie de Cattaro. Les batteries firent une seule frappe qui tua deux hommes, ce qui incita de nombreux navires mutinés à abandonner l'effort. Le matin du 3 février, les cuirassés de classe Erzherzog Karl de la Division III arrivèrent à Cattaro, ce qui convainquit les derniers récalcitrants de se rendre. Les procès des meneurs commencèrent rapidement et quatre hommes furent exécutés.
Avec la fin de la guerre en novembre 1918 et la dissolution de l'Empire austro-hongrois, le Kronprinz Erzherzog Rudolf fut transféré à la nouvelle Marine du royaume des Serbes, Croates et Slovènes en mars 1921. Ils le renommèrent Kumbor et le classèrent comme un navire de défense côtière, mais il resta brièvement dans leur inventaire, étant démantelé pour la ferraille l'année suivante.